# Cai Xuzhe
Cai Xuzhe (chinesisch 蔡旭哲, Pinyin Cài Xùzhé; * Mai 1976 in Bingcao, Provinz Henan) ist ein chinesischer Kampfpilot und Mitglied des Raumfahrerkorps der Volksbefreiungsarmee.

## Jugend und Dienst in der Luftwaffe
Cai Xuzhe wurde im Mai 1976 im Dorf Caizhang (蔡张村) der damaligen Volkskommune Shuangjing (heute Gemeinde Bingcao) im Kreis Shen des Gebiets Hengshui, Provinz Henan, als zweites Kind – er hat noch eine ältere Schwester – von Landwirten geboren.
Während seine Altersgenossen am Gymnasium, wie damals üblich, die Popstars aus Hongkong und Taiwan bewunderten, war der Held seiner Jugend Wang Hai (王海, 1926–2020), ein berühmter Kampfpilot aus dem Koreakrieg.
Nach dem Abitur trat er im September 1995 in die Luftstreitkräfte der Volksrepublik China ein. Dort kam er, wie mehrere seiner späteren Raumfahrerkollegen, zunächst für eine zwanzigmonatige Grundausbildung an den Campus Baoding der Pilotenakademie der chinesischen Luftwaffe, anschließend für 28 Monate an die eigentliche Pilotenakademie in Changchun. Da sich mit dem Zerfall der Sowjetunion die geopolitische Lage geändert hatte, fand bei der Volksbefreiungsarmee ab 1992 eine Modernisierung mit einhergehender Truppenreduzierung statt. In der zweiten Hälfte der 1990er Jahre führte das dazu, dass nur 20 % der 1995 in die Luftwaffe aufgenommenen Pilotenanwärter am Ende ihrer Ausbildung in das fliegende Personal übernommen wurden. Von den drei Kadetten aus dem Gebiet Hengshui, die 1995 in die Pilotenakademie eingetreten waren, blieb am Ende nur Cai Xuzhe übrig.
Später war Cai Xuzhe bei der Luftwaffe als Ausbilder für Jagdflugzeug-Piloten tätig. Seine letzte Dienststellung war stellvertretender Kommandeur einer Fliegenden Gruppe. Er ist Träger des Tätigkeitsabzeichens Militärluftfahrzeugführer der Stufe I.

## Dienst im Raumfahrerkorps

### Ausbildung
Cai Xuzhe verfolgte am 15. Oktober 2003 Yang Liweis ersten Raumflug am Fernseher. Bereits damals keimte in ihm das Interesse für den Raumfahrerberuf. 2009 begann der Auswahlprozess für eine zweite Gruppe von Raumfahrern, zunächst auf der Basis von Personalakten. Cai Xuzhe kam in die engere Wahl. Die Benachrichtigung wurde an seine Kaserne geschickt. Er befand sich zu diesem Zeitpunkt jedoch auf Dienstreise. Erst kurz vor Ablauf der Meldefrist kehrte er zu seiner Einheit zurück und nahm dann natürlich den Gestellungsbefehl an. Am 7. Mai 2010 wurde Cai Xuzhe zusammen mit sechs weiteren Kampfpiloten in das Raumfahrerkorps der Volksbefreiungsarmee aufgenommen und mit dem Raumfahrerschwur („Ich gelobe, mich der bemannten Raumfahrt zu widmen ...“) auf die chinesische Fahne vereidigt.
Die Ausbildung fiel ihm zu Beginn nicht leicht. Insbesondere auf dem rotierenden Stuhl, wo die Raumfahrerkandidaten mit verbundenen Augen um die Längsachse gedreht werden und danach geradeaus gehen müssen, hatte er Probleme. Trotz seiner jahrelangen Erfahrung als Jagdflugzeug-Pilot hatte er mit langanhaltender Übelkeit zu kämpfen. Er bestand zwar die abschließende Prüfung, aber nur mit mittelmäßigem Ergebnis. Auch das Wassertank-Training für Außenbordeinsätze fiel ihm sehr schwer. Das Raumfahrersystem des bemannten Raumfahrtprogramms versucht, Außenbordeinsätze auf der Chinesischen Raumstation so kurz wie möglich zu halten, sie können jedoch durchaus bis zu sechseinhalb Stunden dauern. In der Ausbildung müssen die Raumfahrerkandidaten sechs bis sieben Stunden im Raumanzug verbringen. Wenn sie Hunger verspüren, können sie nur Wasser trinken, wenn es sie juckt, können sie sich nicht kratzen, und bei den frühen Versionen des Feitian-Raumanzugs kam es vor, dass durch die harten Gelenke die Haut des Raumfahrers wundgescheuert wurde. Beim Isolationstraining musste er 72 Stunden in einer engen, von der Außenwelt vollständig abgeschirmten Kammer verbringen, durfte während dieser Zeit nicht schlafen und musste in festgelegten Abständen komplizierte Aufgaben erledigen. All dies brachte ihn immer wieder an die Grenzen seiner körperlichen und psychischen Leistungsfähigkeit.

### Shenzhou 14
Als die ersten Raumfahrer seiner Auswahlgruppe ab 2012 zu den Raumlabors Tiangong 1 und Tiangong 2 flogen, wurde Cai Xuzhe zunächst nicht berücksichtigt. Als im Dezember 2019 jedoch die Mannschaften für die ersten Missionen zur Chinesischen Raumstation eingeteilt wurden – das diesbezügliche Training lief seit Anfang 2019 – kam Cai Xuzhe zusammen mit Liu Yang und Chen Dong (beide ebenfalls seit 2010 beim Raumfahrerkorps) in die Mannschaft von Shenzhou 14, die 2022 die Wissenschaftsmodule Wentian und Mengtian an das Kernmodul Tianhe montieren sollte und außerdem als Reservemannschaft für Shenzhou 13 fungierte.
Shenzhou 14 war die bis dahin anspruchsvollste Mission des bemannten Raumfahrtprogramms, Bedienungsfehler konnten schwerwiegende Konsequenzen haben. Im Training, das sie seit Dezember 2019 als immer gleichbleibende Gruppe absolvierten, musste jedes Mannschaftsmitglied alle Aufgaben üben, sodass jeder jeden ersetzen konnte. Dennoch ist Cai Xuzhe, der in der Mannschaft als der Solide – er ist zweieinhalb Jahre älter als die beiden anderen – mit den besten Theoriekenntnissen gilt, der ausgewiesene Spezialist für Koppelmanöver; er verbrachte lange Abende an dem Simulator in seiner Unterkunft, um sie immer wieder zu üben.
Am 5. Juni 2022 hob Cai Xuzhe zusammen mit seinen Kollegen zur Raumstation ab, wo sie sieben Stunden nach dem Start ankamen.
Am 17. September 2022 absolvierte er zusammen mit Chen Dong, der bereits Außenborderfahrung hatte, seinen ersten Weltraumausstieg. Dabei ließ er sich vom mechanischen Arm des Wissenschaftsmoduls Wentian zu den Einsatzorten tragen. Die Arbeiten bei diesem Außenbordeinsatz – Montage eines robusten Handgriffs bei der Schleuse und einer Kühlmittelpumpe für die außen am Wissenschaftsmodul angebrachten Nutzlasten – wurden weitgehend von Cai Xuzhe durchgeführt, während ihm Chen Dong assistierte und Liu Yang den mechanischen Arm vom Inneren des Kernmoduls aus überwachte. Hierbei zeigte sich, dass ein auf dem Arm stehender Raumfahrer diesen sehr präzise steuern konnte und kein Eingreifen nötig war.
Nach Abschluss der Montagearbeiten wurde eine Rettungsübung durchgeführt, bei der Cai Xuzhe einen Raumfahrer mimen musste, der das Bewusstsein verloren hatte. Er durfte sich nicht an den auf der Außenwand der Station angebrachten Griffstangen festhalten, sondern musste sich darauf verlassen, dass ihn eine Sicherheitsleine halten würde. Seine zweite Sicherheitsleine war mit der von Chen Dong verbunden, der ihn über eine Distanz von gut 5 m zur Schleuse zu schleppen hatte, ohne dabei Antennen oder Außenkameras zu beschädigen (da er nicht wirklich das Bewusstsein verloren hatte, konnte er Chen Dong über den Helmfunk an gefährlichen Stellen warnen). Chen Dong musste bei der Übung mehrfach die Sicherheitsleinen der beiden auf neue Griffstangen umhaken, daher schwebte Cai Xuzhe immer wieder frei im Weltall.
Die Rotation des großen Solarzellenflügels am Wissenschaftsmodul war aus Sicherheitsgründen abgeschaltet, und nach gut vier Stunden war der gesamte Einsatz unfallfrei beendet.
Bei seinem zweiten Außenbordeinsatz (dem dritten der Mission) montierte Cai Xuzhe am 17. November 2022 zusammen mit Chen Dong jeweils eine mit Griffstangen versehene Verbindungsstrebe zwischen dem Wissenschaftsmodul Wentian und dem Kernmodul Tianhe sowie dem Wissenschaftsmodul Mengtian und dem Kernmodul Tianhe. Diese „Gebäudebrücken“ ermöglichen es den Raumfahrern, über die Koppeladapter hinweg zur Kugelschleuse des Kernmoduls zu klettern, was von Cai Xuzhe anschließend an die Montage über die gesamte Strecke Wentian-Tianhe-Mengtian erprobt wurde.
Die Streben sind, um sich bei wechselnder Besonnungssituation ungehindert ausdehnen und zusammenziehen zu können, an der Griffstange der Kugelschleuse mit einem frei beweglichen Gleitring befestigt. Daher entspricht der Bewegungsablauf auf einer Gebäudebrücke eher dem Überqueren einer Pontonbrücke. Dies war der erste modulübergreifende Einsatz auf der Chinesischen Raumstation, Cai Xuzhe war der erste Raumfahrer auf der Außenseite des Wissenschaftsmoduls Mengtian.
Neben der Montage der Wissenschaftsmodule lag der Arbeitsschwerpunkt bei der Mission Shenzhou 14 bei der Pflanzenzucht. Zum einen betrieb man mit dem botanischen Modellorganismus Acker-Schmalwand Grundlagenforschung, die in fernerer Zukunft dem Anbau von Raps, Brokkoli oder Weißkohl auf fremden Himmelskörpern zugutekommen soll. Zum anderen wurde bei der Mission ganz konkret der erste Schritt zur Zucht von trotz Strahlenbelastung genetisch stabilem Weltraumreis getan (anders als zum Beispiel Weizen oder Kopfsalat gedeiht Reis in der Schwerelosigkeit sehr schlecht).
Da Cai Xuzhe als einziges Besatzungsmitglied aus der Landwirtschaft kam, war er auf der Raumstation für die Pflege der Pflanzen zuständig.
Während er Reis und Acker-Schmalwand im Auftrag des Exzellenzzentrums für Molekulare Pflanzenwissenschaften der Chinesischen Akademie der Wissenschaften im Laborschrank für Biologie und Ökologie des Wentian-Moduls unter kontrollierten Bedingungen anbaute, hatte er in seinem persönlichen Gepäck auch eine Handvoll Weizen, Tomaten- und Kopfsalat-Samen mitgenommen, die er in an den Wänden des Moduls befestigten Blumentöpfen als „Zimmerpflanzen“ frei wachsen ließ.
Wie er nach der Rückkehr der Presse gegenüber erläuterte, war er überrascht, wie wenig der Mangel an natürlichem Sonnenlicht das Wachstum des Kopfsalats beeinträchtigte. Da es in der Raumstation keine Umweltverschmutzung gab und auch das zum Giesen verwendete, wiederaufbereitete Wasser ständig auf seinen TOC-Gehalt überprüft wurde, war der Geschmack des Salats sehr gut.
Neben ihrer Funktion als Nahrungsmittel zur Versorgung der Mannschaft mit Vitaminen und Ballaststoffen waren die Zimmerpflanzen über Photosynthese – als Lichtquelle diente nur die reguläre Innenbeleuchtung des Moduls – und Transpiration auch in den Luft- und Wasserkreislauf des Lebenserhaltungssystems der Station eingebunden. Bei den Pflanzenzucht-Versuchen im Raumlabor Tiangong 2, wo man 2016 ein körniges Substrat aus Vermiculit und Blähton verwendet hatte, hatte sich gezeigt, dass trotz Abdeckmaßnahmen kleine Substratkörner herausfallen und in der Kabine frei schweben konnten, was für die Raumfahrer ein Problem darstellte. Daher hatte das Chinesische Raumfahrer-Ausbildungszentrum für die Mission Shenzhou 14 ein blockförmiges Substrat entwickelt, in das außerdem sich langsam auflösender Mineraldünger eingearbeitet war. Dies gestaltete die Pflanzenpflege wesentlich einfacher – Cai Xuzhe brauchte nur mit einer Spritze regelmäßig Wasser an die Wurzeln der Pflanzen zu bringen. Im Laufe der Mission stellte sich heraus, dass die Beobachtung des Pflanzenwachstums einen positiven Effekt auf die Psyche der Raumfahrer hatte.
Bei der Mission Shenzhou 15 übernahm dann Zhang Lu die Rolle des Stationsgärtners.

## Sonstiges
Cai Xuzhe ist mit Wang Yanqing (王颜晴) verheiratet, sie haben eine Tochter, die 2021 die Universität besuchte.
Cai Xuzhe ist seit Mai 1998 Mitglied der Kommunistischen Partei Chinas.